# Te 30. urodziny
Te 30. urodziny – album zawierający utwory z repertuaru Martyny Jakubowicz w wykonaniu innych artystów, na płycie znajdują się także dwie nowe piosenki w wykonaniu Jakubowicz.  W nagraniu płyty wzięli udział Goya, Indios Bravos, Kasia Stankiewicz, Elżbieta Adamiak, Lipali, Soomood, Ewa Bem, Bracia, Pogodno, Hurt i Krzysztof Kiljański.

## Lista utworów
1. Martyna Jakubowicz – "Śpiewam, lecz brak mi słów"
2. Indios Bravos – "Miecz i kij"
3. Kasia Stankiewicz – "Baby w Meksyku"
4. Elżbieta Adamiak – "Przyjdź do mnie dwa"
5. Lipali – "Ardżuna i Kriszna"
6. Soomood – "Loule el ness / Gdyby nie nasz fart"
7. Ewa Bem – "Żagle tuż nad ziemią"
8. Bracia – "Jeśli chcesz z kogoś kpić"
9. Goya – "W domach z betonu nie ma wolnej miłości"
10. Pogodno – "Trzech złych małych chłopców"
11. Hurt – "Młode wino"
12. Krzysztof Kiljański – "Chcę ci dać trochę wiary w cud / Kołysanka dla Misiaków"
13. Martyna Jakubowicz – "Życzenia"